# Чемпионат Москвы по футболу 1930 (осень)
Чемпионат Москвы по футболу 1930 (осень) стал ХХХII -м первенством столицы. 
Чемпионат был  проведен спортивными секциями при Московском Городском Совете Профессиональных Союзов (МГСПС) и Московском Городском Совете Физической Культуры (МГСФК) как единое первенство — высшая (первая) группа разыгрывала первенство Москвы, все остальные группы - первенство МГСПС (официальное название турнира — Первенство Москвы и МГСПС).
Победителем среди первых команд стала команда «Динамо».

## Организация и проведение турнира
Чемпионат проводился в 7 группах по 8-9 команд (всего 57 клубов), каждый из которых выставлял по 5 (группы 1-3), 4 (группа 4,5) и 3 команды. Чемпионы определялись по каждой из команд и в «клубном зачете» с учетом дифференцированного числа очков в зависимости от старшинства команды.
В первой группе выступало 8 клубов:
- «Трехгорка»
- ЦДКА
- «Пищевики»
- «Динамо»
- КОР
- РКимА
- «Пролетарий»
- «Пролетарская кузница»

## Ход турнира (1 группа, первые команды)
Чемпионат стартовал 25 августа. Игры прошли в один круг. Первенство прошло в целом организованно, без крупных скандалов и нареканий. 

### Турнирная таблица[3]
| № | Команды                | 1   | 2   | 3   | 4   | 5   | 6   | 7   | 8   | В | Н | П | М       | О  |
| - | ---------------------- | --- | --- | --- | --- | --- | --- | --- | --- | - | - | - | ------- | -- |
|   | «Динамо»               |     | 2:2 | 8:4 | 3:1 | 4:2 | 1:1 | 3:1 | 5:1 | 5 | 2 | 0 | 26 — 12 | 19 |
|   | ЦДКА                   | 2:2 |     | 3:1 | 0:3 | 3:0 | 1:1 | 6:2 | 6:1 | 4 | 2 | 1 | 21 — 10 | 17 |
|   | РКимА                  | 4:8 | 1:3 |     | 3:0 | 5:3 | 2:2 | 3:1 | 3:0 | 4 | 1 | 2 | 21 — 17 | 16 |
| 4 | КОР                    | 1:3 | 3:0 | 0:3 |     | 1:1 | 7:2 | 0:3 | 3:1 | 3 | 1 | 3 | 15 — 13 | 14 |
| 5 | «Пролетарская кузница» | 2:4 | 0:3 | 3:5 | 1:1 |     | 4:2 | 6:1 | 3:2 | 3 | 1 | 3 | 19 — 18 | 14 |
| 6 | «Трехгорка»            | 1:1 | 1:1 | 2:2 | 2:7 | 2:4 |     | 4:1 | 2:1 | 2 | 3 | 2 | 13 — 16 | 14 |
| 7 | «Пролетарий»           | 1:3 | 2:6 | 1:3 | 3:0 | 1:6 | 1:4 |     | 0:0 | 1 | 1 | 5 | 9 — 22  | 10 |
| 8 | «Пищевики»             | 1:5 | 1:6 | 0:3 | 1:3 | 2:3 | 1:2 | 0:0 |     | 0 | 1 | 6 | 6 — 22  | 8  |

Нельзя не отметить выступление первой команды «Пищевиков». Почему команда, более половины состава которой входило в различные сборные, показала такой результат — еще одна из загадок спартаковской клубной истории.

### Потуровая таблица
| № тура / Команда       | 1        | 2 | 3 | 4 | 5 | 7 | 6 |   |
| ---------------------- | -------- | - | - | - | - | - | - | - |
| № тура / Команда       | «Динамо» | 3 | 2 | 2 | 1 | 1 | 1 | 1 |
| ЦДКА                   | 1        | 1 | 1 | 2 | 2 | 2 | 2 |   |
| РКимА                  | 6        | 5 | 5 | 4 | 3 | 3 | 3 |   |
| КОР                    | 6        | 8 | 4 | 3 | 6 | 4 | 4 |   |
| «Пролетарская кузница» | 5        | 4 | 6 | 7 | 5 | 5 | 5 |   |
| «Трехгорка»            | 2        | 3 | 7 | 6 | 4 | 6 | 6 |   |
| «Пролетарий»           | 7        | 6 | 3 | 5 | 7 | 7 | 7 |   |
| «Пищевики»             | 8        | 7 | 8 | 8 | 8 | 8 | 8 |   |

### Матчи
| 25 авг | «Трехгорка» | 4:1 | «Пролетарий» |  |

| 25 авг | «Динамо»                      | 3:1     | КОР              | «КОР»                              |
| | - Павлов 11′ 68′ - Иванов 55′ | (отчёт) | - 36′ Ал.Семёнов | Зрителей: 5 000 Судья: И.Слудников |
| Динамо: Квасников - Корчебоков,Тетерин - Ленчиков, Селин , Столяров - Макаров, Савостьянов, Иванов, Павлов, Прокофьев КОР: Козлов - Бобрышев, Хрусталёв - Артёмов, С.Беляев, Майоров - Ал.Семёнов, Б.Дементьев, Загрядсков, П.Канунников, Ключарёв |                               |         |                  |                                    |

| 25 авг | ЦДКА                                                                            | 6:1     | «Пищевики»                 | им.Томского       |
| | - С.Ильин ~10′ (пен.) 75′ - Калмыков 35′ 73′ - В.Степанов 44′ - В.Тюльпанов 45′ | (отчёт) | - Ал.Старостин 1:6′ (пен.) | Судья: В.Рябоконь |
| ЦДКА: В.Матвеев - Пчеликов, Халкиопов - Пахомов, Самороднов, Ал.Демин - Бочков, В.Степанов, Калмыков, В.Тюльпанов, С.Ильин Пищевики: Хорошко - Ал.Старостин, Пав.Попов - Вик.Прокофьев, Ан.Старостин, Леута - Н.Старостин, А.Соколов, Исаков, А.Поляков, Г.Путилин |                                                                                 |         |                            |                   |

| 25 авг | РКимА | 5:3 | «Пролетарская кузница» |  |

| 4 сен | «Пролетарская кузница» | 4:2 | «Трехгорка» | «Трехгорка» |

| 14 окт (перенесен) | ЦДКА | 3:1 | РКимА | «ЦДКА» |

| 4 сен | «Динамо»                                                    | 5:1     | «Пищевики»       | им.Томского                        |
| | - Макаров 11′ - Павлов 48′ - Иванов 50′ 55′ - Прокофьев 80′ | (отчёт) | - 35′ Ал.Поляков | Зрителей: 10 000 Судья: В.Васильев |
| Динамо: Квасников - Корчебоков,Тетерин (с 46') - Ленчиков, Селин , Столяров - Макаров, Савостьянов, Иванов, Павлов, Прокофьев Пищевики: И.Филиппов - Ал.Старостин, П.Попов - Вик.Прокофьев, Ан.Старостин, Путилин - Н.Старостин , Кривоносов, Исаков, Ал.Поляков, Суходаев - Первый тайм динамовцы играли вдесятером без опоздавшего Тетерина |                                                             |         |                  |                                    |

| 4 сен | «Пролетарий» | 3:0 | КОР | «Пролетарий» |

| 9 сен | КОР | 7:2 | «Трехгорка» |  |

| 9 сен | «Пищевики» | 0:0 | «Пролетарий» |  |

| 9 сен | «Динамо»                                                                    | 8:4     | РКимА                                                      | «Динамо»         |
| | - Павлов 12′ 28′ 81′ - Иванов 37′ 55′ - Прокофьев 39′ 80′ - Савостьянов 65′ | (отчёт) | - 15′ (пен.) 42′ К.Блинков - 34′ Бубенцов - 37′ Д.Максимов | Зрителей: 15 000 |
| Динамо: Квасников - Корчебоков,Тетерин - Ленчиков, Селин , Столяров - Титов, Савостьянов, Иванов, Павлов, Прокофьев РКимА: Холмогоров - Б.Аркадьев, К.Блинков - Яковлев, Ал.Коротков, Юшко - Д.Максимов, В.Блинков, Медведников, А.Лапшин, Бубенцов |                                                                             |         |                                                            |                  |

| 9 сен | ЦДКА | 3:0 | «Пролетарская кузница» | «Пролетарская кузница» |

| 14 сен | «Динамо»                                                    | 4:2     | «Пролетарская кузница»        | «Динамо»         |
| | - Савостьянов 16′ - Иванов 43′ - Павлов 68′ - Прокофьев 75′ | (отчёт) | - 8′ Шапошников - 30′ В.Орлов | Зрителей: 12 000 |
| Динамо: Квасников - Корчебоков,Тетерин - Ленчиков, Селин , Столяров - Макаров, Савостьянов, Иванов, Павлов, Прокофьев Пролетарская кузница: С.Москвин - С.Поляков, Эдельберг - Ноготков, Сигачёв , Путистин - Н.Васильев, Помогаев, В.Соколов, В.Орлов, Шапошников |                                                             |         |                               |                  |

| 19 сен | ЦДКА | 1:1     | «Трехгорка» | «Трехгорка» |
| |      | (отчёт) |             |             |
| ЦДКА: В.Матвеев - Пчеликов, Халкиопов - Пахомов, В.Стрепихеев, Никишин - Бочков, Калмыков, Сейнов, В.Тюльпанов, С.Ильин |      |         |             |             |

| 19 сен | РКимА | 3:1 | «Пролетарий» |  |

| 19 сен | КОР | 3:1 | «Пищевики» | КОР                  |
| |     |     |            | Судья: И.Савостьянов |
| Пищевики: ... Кривоносов (с 46')... - Первый тайм «Пищевики» играли вдесятером: Егоров и Кривоносов отказались выходить на поле. Одного из них удалось заменить, а после перерыва вышел Кривоносов |     |     |            |                      |

| 24 сен | «Динамо»                 | 2:2     | ЦДКА               | «ЦДКА»                           |
| | - Макаров 26′ (пен.) 57′ | (отчёт) | - 17′ 41′ Калмыков | Зрителей: 8 000 Судья: В.Казаков |
| Динамо: Квасников - Корчебоков,Тетерин - Ленчиков, Селин , Столяров ~80' - Титов, Савостьянов, Иванов, Макаров, Прокофьев · ЦДКА: В.Матвеев - Лясковский, Халкиопов - Пахомов (70' Староверов), В.Стрепихеев, Ал.Дёмин - Бочков, Калмыков, Сеинов, Тюльпанов , Ганшин |                          |         |                    |                                  |

| 24 сен | «Трехгорка» | 2:1 | «Пищевики» |  |

| 24 сен | РКимА | 3:0 | КОР |  |

| 24 сен | «Пролетарская кузница» | 3:0 | «Пролетарий» |  |

| 4 окт | «Динамо»                                     | 3:1     | «Пролетарий» | П.Никифоров                       |
| | - Иванов 22′ - Савостьянов 32′ - Макаров 42′ | (отчёт) | - 38′ Гуров  | Стадион: «Динамо» Зрителей: 8 000 |
| Динамо: Фокин - Корчебоков,Тетерин - Ленчиков, Селин , Столяров - Макаров, Савостьянов, Иванов, Павлов, Прокофьев · «Пролетарий»: Глазунов - М.Соколов, Поляков - И.Овечкин, И.Артемьев , С.Артемьев - Грузинский, Гуров, В.Макаров, Н.Троицкий 43', Г.Артемьев - Игра была прекращена судьей на 43-й мин из-за отказа Н.Троицкого, удаленного с поля за оскорбление судьи, покинуть поле. Действия Троицкого поддержал капитан команды и весь коллектив «Пролетария». Дисциплинарная комиссия дисквалифицировала Н.Троицкого на год, команде «Пролетария» было вынесено строгое предупреждение. Результат матча был утвержден и игра не переигрывалась |                                              |         |              |                                   |

| 4 окт | КОР | 3:0 | ЦДКА |  |

| 4 окт | «Пролетарская кузница» | 3:2 | «Пищевики» |  |

| 4 окт | РКимА | 2:2 | «Трехгорка» |  |

| 9 окт | «Динамо»     | 1:1     | «Трехгорка»              | «Трёхгорка»     |
| | - Иванов 75′ | (отчёт) | - 25′ 85'(пен.) Щегоцкий | Зрителей: 8 000 |
| Динамо: Фокин - Корчебоков,Тетерин - Ленчиков, Селин , Столяров - Титов, Савостьянов, Иванов, Макаров, Прокофьев Трехгорка: Леонов - Рущинский , В.Лапшин - Вик.Дубинин, Сушков, Аронов - Панин, В.Смирнов, Щегоцкий, Елисеев, А.Холин |              |         |                          |                 |

| 9 окт | ЦДКА | 6:2 | «Пролетарий» |  |

| 9 окт | КОР | 1:1 | «Пролетарская кузница» |  |

| 9 окт | РКимА | 3:0 | «Пищевики» | им.Томского |

## Клубный зачет

### Первая группа
Победители в «младших» командах
- II —  ЦДКА
- III —  «Трехгорка», «Пролетарская кузница» и КОР (разделили 1 место)
- IV —  «Пищевики» и «Динамо» (разделили 1 место)
- V —  «Пролетарская кузница»
- «Клубный зачет» —  «Динамо», ЦДКА (отстал всего на 5 очков), КОР
- Последнее место — «Пролетарий»

### «Младшие» группы
«Клубный зачет»
- II —  КПТ
- III — «Строители»